# Five Nations 1995
Die Ausgabe 1995 des jährlich ausgetragenen Rugby-Union-Turniers Five Nations (seit 2000 Six Nations) fand an fünf Spieltagen zwischen dem 21. Januar und dem 18. März statt. Turniersieger wurde England, das mit Siegen gegen alle anderen Teilnehmer zum elften Mal den Grand Slam und mit Siegen gegen alle britischen Mannschaften die Triple Crown schaffte.

## Teilnehmer
| Land       | Stadion             | Stadt     | Trainer          | Kapitän              |
| ---------- | ------------------- | --------- | ---------------- | -------------------- |
| England    | Twickenham Stadium  | London    | Jack Rowell      | Will Carling         |
| Frankreich | Parc des Princes    | Paris     | Pierre Berbizier | Philippe Saint-André |
| Irland     | Lansdowne Road      | Dublin    | Gerry Murphy     | Brendan Mullin       |
| Schottland | Murrayfield Stadium | Edinburgh | Jim Telfer       | Gavin Hastings       |
| Wales      | Cardiff Arms Park   | Cardiff   | Alan Davies      | Gareth Llewellyn     |

## Tabelle
|    | Land       | Spiele | Siege | Unent. | Ndlg. | Spiel- punkte | Diff. | Tabellen- punkte |
| -- | ---------- | ------ | ----- | ------ | ----- | ------------- | ----- | ---------------- |
| 1. | England    | 4      | 4     | 0      | 0     | 98:39         | + 49  | 8                |
| 2. | Schottland | 4      | 3     | 0      | 1     | 87:71         | + 16  | 6                |
| 3. | Frankreich | 4      | 2     | 0      | 2     | 77:70         | + 7   | 4                |
| 4. | Irland     | 4      | 1     | 0      | 3     | 44:83         | − 39  | 2                |
| 5. | Wales      | 4      | 0     | 0      | 4     | 43:86         | − 43  | 0                |

## Ergebnisse

### Erste Runde
| 21. Januar 1995 | Frankreich                                                                 | 21 : 9         | Wales                    | Parc des Princes, Paris Zuschauer: 45.400 Schiedsrichter: John Pearson (England) |
| 21. Januar 1995 | Versuche: Ntamack Saint-André Erhöhungen: Lacroix Straftritte: Lacroix (3) | (15:6) Bericht | Straftritte: Jenkins (3) | Parc des Princes, Paris Zuschauer: 45.400 Schiedsrichter: John Pearson (England) |

| 21. Januar 1995 | Irland                             | 8 : 20         | England                                                                      | Lansdowne Road, Dublin Schiedsrichter: Patrick Thomas (Frankreich) |
| 21. Januar 1995 | Versuche: Foley Straftritte: Burke | (3:12) Bericht | Versuche: Carling Clarke T. Underwood Erhöhungen: Andrew Straftritte: Andrew | Lansdowne Road, Dublin Schiedsrichter: Patrick Thomas (Frankreich) |

### Zweite Runde
| 4. Februar 1995 | England                                                                       | 31 : 10        | Frankreich                                               | Twickenham Stadium, London Zuschauer: 59.450 Schiedsrichter: Ken McCartney (Schottland) |
| 4. Februar 1995 | Versuche: Guscott T. Underwood Erhöhungen: Andrew (2) Straftritte: Andrew (4) | (13:3) Bericht | Versuche: Viars Erhöhungen: Lacroix Straftritte: Lacroix | Twickenham Stadium, London Zuschauer: 59.450 Schiedsrichter: Ken McCartney (Schottland) |

| 4. Februar 1995 | Schottland                                                                       | 26 : 13       | Irland                                   | Murrayfield Stadium, Edinburgh Schiedsrichter: Derek Bevan (Wales) |
| 4. Februar 1995 | Versuche: Cronin Joiner Erhöhungen: G. Hastings (2) Straftritte: G. Hastings (4) | (9:8) Bericht | Versuche: Bell Mullin Straftritte: Burke | Murrayfield Stadium, Edinburgh Schiedsrichter: Derek Bevan (Wales) |

### Dritte Runde
| 18. Februar 1995 | Frankreich                                                             | 21 : 23        | Schottland                                                                              | Parc des Princes, Paris Schiedsrichter: David McHugh (Irland) |
| 18. Februar 1995 | Versuche: Sadourny Saint-André Straftritte: Lacroix Dropgoals: Deylaud | (5:13) Bericht | Versuche: G. Hastings Townsend Erhöhungen: G. Hastings (2) Straftritte: G. Hastings (3) | Parc des Princes, Paris Schiedsrichter: David McHugh (Irland) |

| 18. Februar 1995 | Wales                    | 9 : 23         | England                                                                     | Cardiff Arms Park, Cardiff Schiedsrichter: Didier Mené (Frankreich) |
| 18. Februar 1995 | Straftritte: Jenkins (3) | (3:10) Bericht | Versuche: Ubogu R. Underwood (2) Erhöhungen: Andrew Straftritte: Andrew (2) | Cardiff Arms Park, Cardiff Schiedsrichter: Didier Mené (Frankreich) |

### Vierte Runde
| 4. März 1995 | Irland                                  | 7 : 25        | Frankreich                                                                               | Lansdowne Road, Dublin Zuschauer: 62.000 Schiedsrichter: Clayton Thomas (Wales) |
| 4. März 1995 | Versuche: Geoghegan Straftritte: Elwood | (0:3) Bericht | Versuche: Cécillon Delaigue Ntamack Saint-André Erhöhungen: Ntamack Straftritte: Ntamack | Lansdowne Road, Dublin Zuschauer: 62.000 Schiedsrichter: Clayton Thomas (Wales) |

| 4. März 1995 | Schottland                                                                       | 26 : 13        | Wales                                                        | Murrayfield Stadium, Edinburgh Schiedsrichter: Steve Lander (England) |
| 4. März 1995 | Versuche: Hilton Peters Erhöhungen: S. Hastings (2) Straftritte: S. Hastings (4) | (20:7) Bericht | Versuche: Jones Erhöhungen: Jenkins Straftritte: Jenkins (2) | Murrayfield Stadium, Edinburgh Schiedsrichter: Steve Lander (England) |

### Fünfte Runde
| 18. März 1995 | England                                   | 24 : 12        | Schottland                                           | Twickenham Stadium, London Schiedsrichter: Brian Stirling (Irland) |
| 18. März 1995 | Straftritte: Andrew (7) Dropgoals: Andrew | (12:6) Bericht | Straftritte: S. Hastings (2) Dropgoals: Chalmers (2) | Twickenham Stadium, London Schiedsrichter: Brian Stirling (Irland) |

| 18. März 1995 | Wales                    | 12 : 16        | Irland                                                                     | Cardiff Arms Park, Cardiff Schiedsrichter: Ray Megson (Schottland) |
| 18. März 1995 | Straftritte: Jenkins (4) | (6:13) Bericht | Versuche: Mullin Erhöhungen: Burke Straftritte: Burke (2) Dropgoals: Burke | Cardiff Arms Park, Cardiff Schiedsrichter: Ray Megson (Schottland) |